# The Score - An Epic Journey
The Score - An Epic Journey este cel de-al treilea album al formației olandeze de metal simfonic, Epica, lansat sub semnătura casei de înregistrări Tramsmission Records în anul 2005. Acesta are statutul de Coloană sonoră a filmului olandez Joyride.

## Informații generale
În luna septembrie a anului 2005 a început comercializarea albumului The Score - An Epic Journey. Acesta este coloana sonoră a filmului olandez numit Joyride. Totuși, materialul este considerat de unele persoane cel de-al treilea album al formației. Din totalul de două zeci de melodii incluse pe acest material discografic, majoritatea sunt numai instrumentale, fiind comparabile cu piesele de introducere incluse pe cele două albume precedente ale grupului. Cele patru melodii în care apare vocea Simonei Simons sunt de fapt versiuni diferite ale cântecelor incluse pe Consign to Oblivion, care a fost lansat în același an. Mark Jansen a descris albumul fiind o parte din Epica, însă „fără cântat, fără chitare, fără bas, fără tobe."

## Lista melodiilor
1. "Vengeance Is Mine"  – 1:54
2. "Unholy Trinity"  – 3:09
3. "The Valley"  – 2:09
4. "Caught in a Web"  – 4:27
5. "Insomnia"  – 2:08
6. "Under the Aegis"  – 2:49
7. "Trois Vierges" (Solo Version)  – 4:42
8. "Mystica"  – 2:48
9. "Valley of Sins"  – 5:41
10. "Empty Gaze"  – 2:10
11. "The Alleged Paradigm"  – 2:26
12. "Supremacy"  – 3:22
13. "Beyond the Depth"  – 1:58
14. "Epitome"  – 1:19
15. "Inevitable Embrace"  – 3:52
16. "Angel of Death"  – 3:30
17. "The Ultimate Return"  – 4:50
18. "Trois Vierges" (Reprise)  – 2:07
19. "Solitary Ground" (Single Version)  – 4:08
20. "Quietus" (Score Version)  – 6:27